# Stampe & Vertongen
Stampe & Vertongen war ein belgischer Hersteller von Flugzeugen. Das Unternehmen wurde 1922 von Jean Stampe und Maurice Vertongen in Antwerpen gegründet. Eigentlich war es eine Flugschule, die auch im Lufttransport und Flugzeugbau tätig war.

## Geschichte

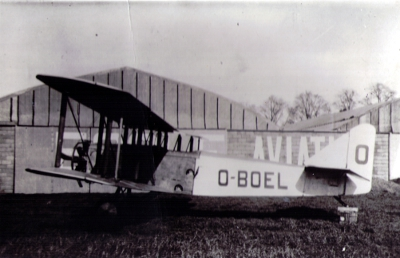
Stampe & Vertongen RSV 32/90

Die Firmengründer Stampe und Vertongen waren beide ausgebildete Piloten. Vertongen brachte das notwendige Startkapital für die Finanzierung des Projekts in die Firma ein. Da es nach dem Ersten Weltkrieg an Schulflugzeugen mangelte entschied Stampe dazu ein eigenes Flugzeug zu bauen, um damit Flugschüler zu unterrichten. Als geeigneter Standort für die neue Flugschule wurde Deurne ausgewählt und im Oktober 1923 eröffnet. Durch ihren ehemaligen Kameraden Maurice Boel kamen Stampe und Vertongen mit dem belgischen Flugzeugingenieur Alfred Renard zusammen. Es wurden daher bald Flugzeuge gebaut, die von Renard konstruiert wurden und die Kennzeichnung RSV = Renard-Stampe-Vertongen trugen. Bekannt sind unter anderem die Modelle RSV 32/90 bis RSV 32/120, von denen insgesamt 57 gefertigt wurden. Im ersten Jahr bildeten sie 54 Militärpersonen und zwei Zivilisten zu Piloten aus.
Im Jahre 1927 wurde die Firma Vertreter für das britische Unternehmen De Havilland und verkaufte „Moths“ und „Puss Moths“. Alfred Renard verließ die Firma jedoch wieder, um sich selbständig zu machen. Sein Nachfolger bei Stampe & Vertongen wurde der junge Ingenieur Georges Ivanow, welcher weitere Typen konstruierte, wie die ST26, RSV32G11 und SV-3. Im Jahre 1932 wurde Ivanow mit der Konstruktion einer neuen Maschine beauftragt, der SV-4. Die Konstruktion lehnte sich deutlich an die De Havilland „Tiger Moth“ an, sie wurde die bei weitem erfolgreichste Konstruktion der Firma.
Im Jahre 1944 wurde Jean Stampes Fabrik durch deutsche V.1 zerstört. Nach dem Krieg, im Jahre 1947 erneuerten Stampe und Vertongen die Partnerschaft mit Alfred Renard, um die Firma Stampe et Renard Co. zu gründen. Diese entwickelte die SV-4B mit einem stärkeren Gipsy-Major-series-X-Motor und 145 PS Leistung und einer Cockpithaube. Die belgische Luftwaffe wollte damit ihre D.H.82 „Tiger Moth“ ersetzen und bestellte im Jahre 1947 65 SV-4B für die „École de Pilotage Élémentaire“ (Anfängerschulung). Die letzte SV-4B wurde erst am 7. Oktober 1955 fertiggestellt.

## Flugzeugtypen

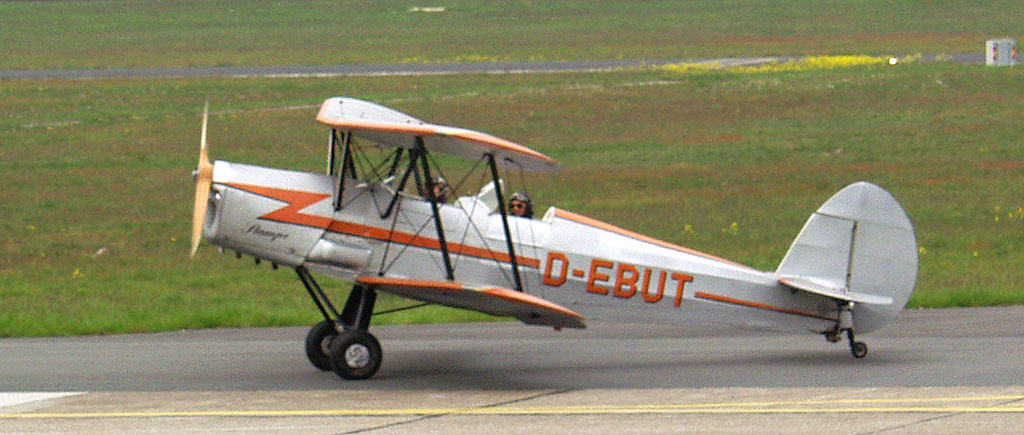
Stampe & Vertongen SV-4C (D-EBUT)

Es wurden folgende Flugzeugtypen bei Stampe & Vertongen gebaut, übrigens alles Doppeldecker:
- Stampe & Vertongen SV-4, ein Schulflugzeug, Erstflug 1933, ähnlich der britischen D.H.82 Tiger Moth und der deutschen Bücker Bü 131 Jungmann
- Stampe & Vertongen SV-5, ein Trainingsflugzeug
- Stampe & Vertongen SV-6, ein Einsitzer
- Stampe & Vertongen SV-7, ein zweisitziger Aufklärer/Bomber
- Stampe & Vertongen SV-10, ein zweimotoriger Jäger/Bomber, Erstflug 1935. Nach dem Absturz des Prototyps wurde das Programm aufgegeben.
- Stampe & Vertongen SV-18, eine etwas stärkere Version der SV-4
- Stampe & Vertongen SV-22, ein Trainingsflugzeug

## Museum
Am Flughafen Antwerpen gibt es ein Museum in dem nicht nur Flugzeuge von Stampe & Vertongen zu sehen sind. Unter anderem gibt es dort einige Flugzeuge der Marke Fokker, eine Albatros D.Va oder eine Sopwith Camel neben Modellen der neueren Luftfahrtgeschichte. Der Nachbau einer Fieseler Fi 103 steht als Mahnmal der Zerstörung des Stampe & Vertongen-Werks, das 1944 durch diese zerstört wurde. Jean Dillen schrieb ein Buch über die beiden Flugzeugentwickler, das er 2016 im Museum vorstellte.